# Massagno
Massagno és un municipi del districte de Lugano, al cantó de Ticino a Suïssa.